# Nacume

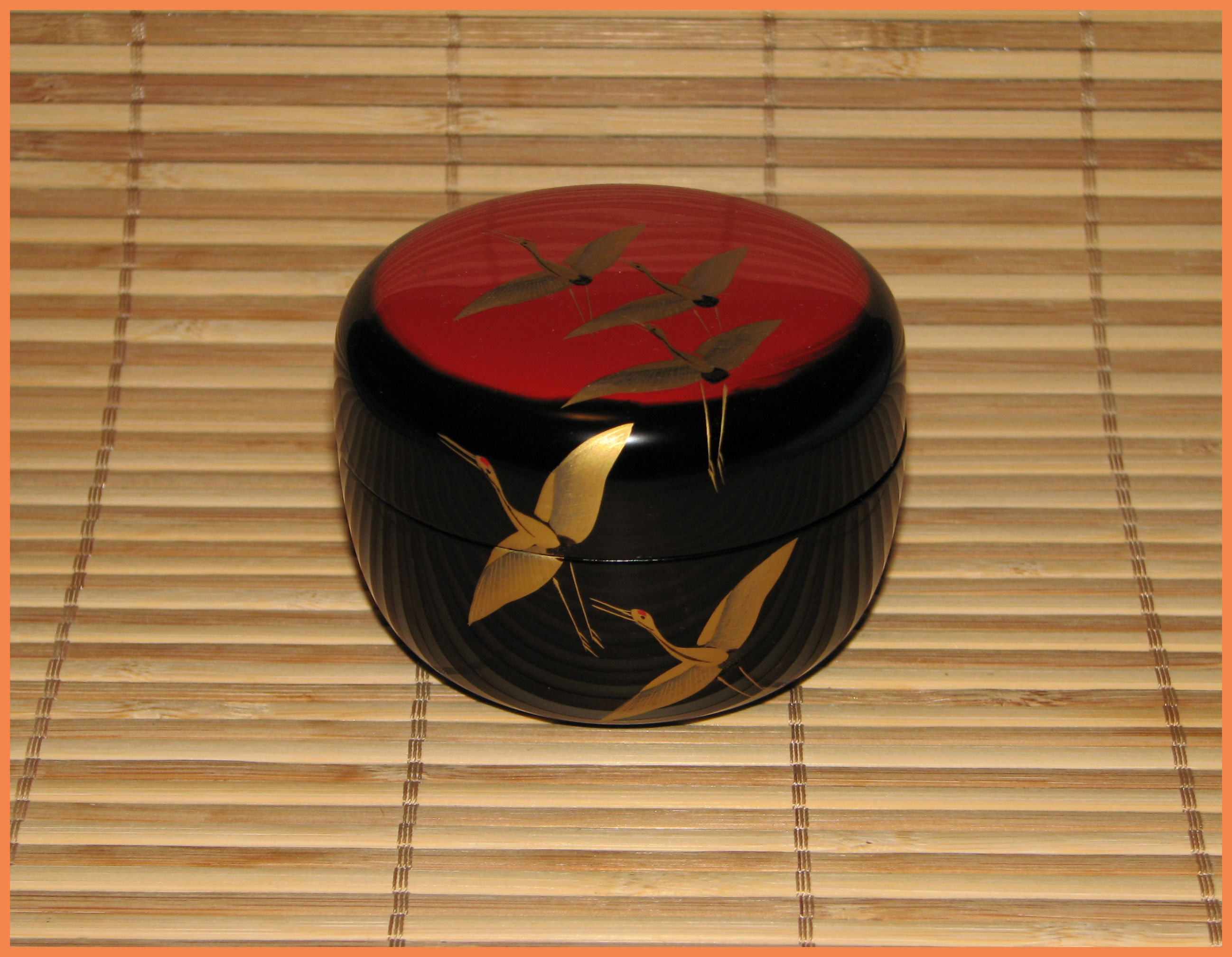
Makie darvakkal (curu 鶴) díszített hira-nacume

A nacume (棗) a japán teaszertartás (csanoju 茶の湯 vagy csadó 茶道) egyik eszköze, a porított zöld tea, a maccsa  (抹茶) tárolására szolgáló, hagyományosan fából készült, urusival (漆) lakkozott, 5–9 cm magas és ugyanilyen széles, fedeles edényke, a csaki (茶器) egy alfaja. Nevét formája után a kínai datolyáról (Zizyphus jujuba) kapta, és írásjegye is megegyezik azzal (棗). A nacuméban a fiatalabb növények hajtásaiból készített, kevésbé sűrű uszucsát (薄茶) tartják, míg a testesebb koicsa (濃茶) tárolására a kőcserép csaire (茶入) szolgál. Számos változata létezik méret, forma valamint szín szerint, és gyakran makie (蒔絵) technikával készült mintákkal díszítik, ami által különleges esztétikai élményt nyújt a teaszertartásban résztvevőknek.

## Leggyakoribb változatai
- hira-nacume (平棗) lapított formájú, átmérője mintegy kétszerese a magasságának
- ó-nacume (大棗) nagyobb méretű
- ko-nacume (小棗) kisebb méretű
- csú-nacume (中棗) leggyakrabban használt közepes méretű
- naga-nacume (長棗) elnyújtott alakú
- nakacugi (中次) henger formájú két egyenlő részre osztott, orvosságos edényből (jakki 薬器) kialakult nacume
- oimacu (老松) felnyitható szárnyas fedelű, lapított típus
- kóaka (甲赤) lapított, vörösre festett fedelű fekete testű változat
- jukifuki (雪吹) henger formájú, az alján és tetején ferdén metszett éllel
- kinrindzsi (金林寺 vagy 金輪寺) korong alakú lapos fedelű, szintén jakki eredetű nacume
- akebono-nacume (曙棗) vörösre lakkozott kissé megnyújtott alakú
- mentori-nacume (面取り棗) a tetején ferdén metszett éllel

## Származása

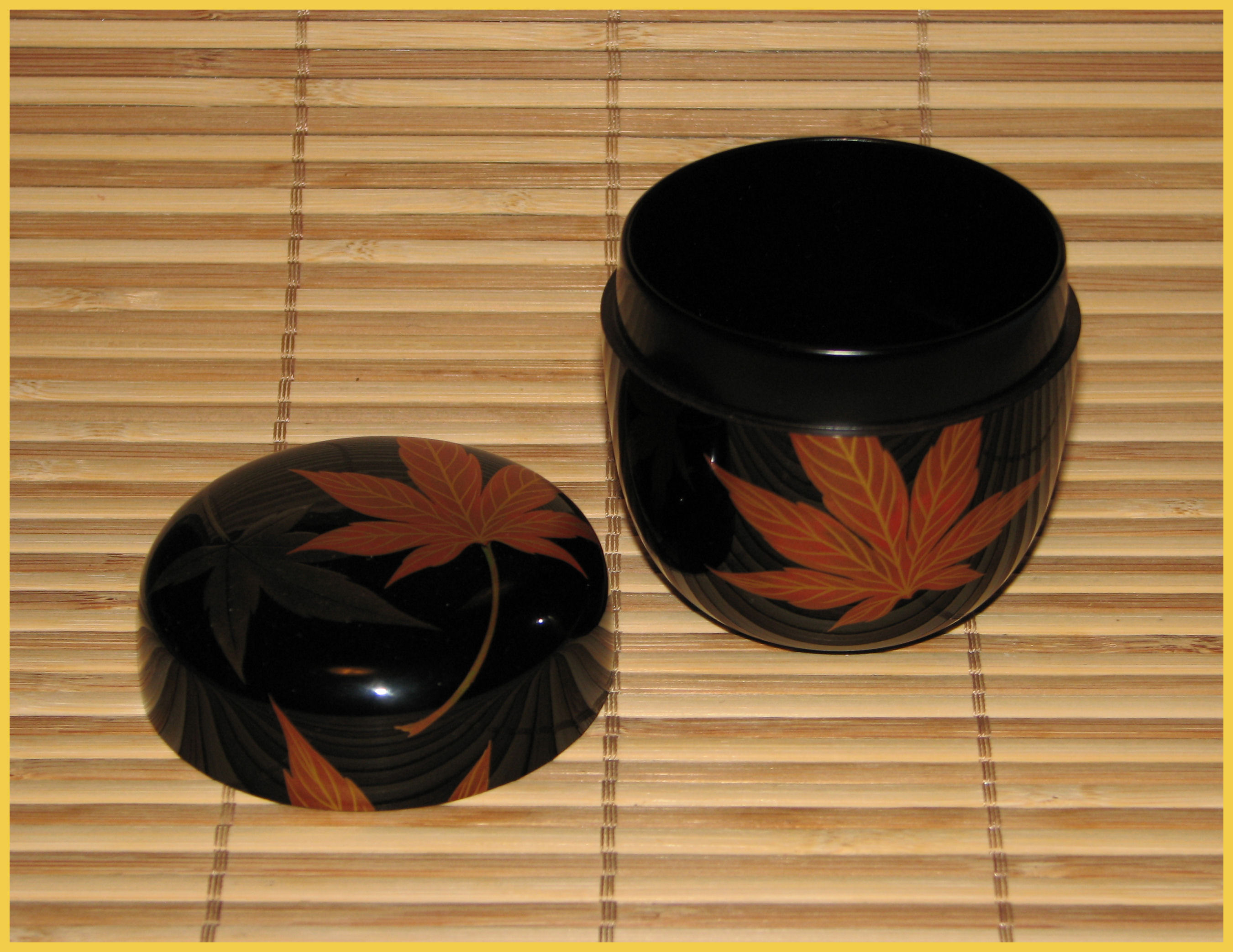
Juharlevél motívummal (momidzsi 紅葉) díszített, ősszel használatos csú-nacume

Eredete nem egyértelmű, de változatai Japánban fejlődtek ki évszázadok alatt. Őse feltehetően a hikijából, a csairék tárolására szolgáló esztergált faedényből jött létre, vagy a fa orvosságos edényből, a jakkiból (薬器), a teaszertartásról szóló, edo-kori könyvek tanúsága szerint. Más nézetek a kínai származást valószínűsítik. 
Az értékesebb nacumékat selyem sifukuba vagy finom szövésű kendőbe csomagolják és kiri fából (桐 Paulownia tomentosa) készült dobozban tartják, amelyet a készítője aláírásával és pecsétjével is ellátnak.

### Könyvek
- NATSUME Chadogu 6, Chanoyu the Tea Ceremony, 棗―替茶器 (茶道具の世界) (単行本). ISBN 4473017060 (japánul)
- Ryoichi Fujioka: Tea Ceremony Utensils, (Arts of Japan 3), Weatherhill, 1973. ISBN 0834827050 (angolul)
- Seno Tanaka, Sendo Tanaka, Edwin O. Reischauer: The Tea Ceremony, Kodansha International, 2000. ISBN 4770025076 (angolul)

### Web
- A nacume
- A nacume és a korai teatartó edények